# نانوذرات مغناطیسی

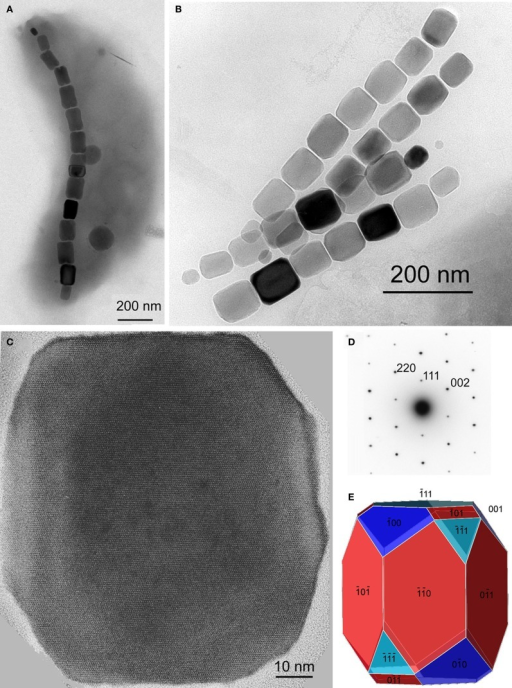
آلفاپروتئوباکتری‌های مگنتوتاکتیک

نانوذرات مغناطیسی سابقه‌ای طولانی دارد. از زمانی که آن‌ها به صورت طبیعی در سنگ‌های مغناطیسی ظاهر شدند تا مطالعات جدید در نانوذرات مغناطیسی که از توانایی جدید در جهت تولید نانو ذرات مصنوعی با شکل و اندازه پیش‌بینی نشده جهت بررسی ویژگی‌های آن‌ها ایجاد شده‌ است. نانوذرات اجسامی با اندازه ۱ تا۱۰۰ نانومتر هستند؛ اجسام با اندازه ۱۰۰ تا ۱۰۰۰ نانومتر اجسام در مقیاس مزو متری تلقی می‌شوند. نانو ساختارها موادی هستند که شامل ذرات، فیلم و سایر ساختارها در مقیاس نانومتری می‌شوند.

## نانومغناطیس
بررسی خواص مغناطیسی اجسامی است که دست‌کم یک بُعد در محدودهٔ نانو دارند.
خواص مغناطیسی مواد نتیجه ممانهای مغناطیسی حاصل از الکترون‌ها است. هر الکترون در یک اتم دارای ممان مغناطیسی است، که از دو منبع ایجاد می‌شود: یکی مربوط به حرکت اوربیتالی الکترون حول هسته است و دیگری ناشی از چرخش الکترون به دور محور خودش که حرکت اسپینی نامیده می‌شود؛ بنابراین هر الکترون در یک اتم با ممان‌های اوربیتالی و اسپینی می‌تواند به‌طور دائم مانند آهنربای کوچکی عمل نماید.
اختلافات میان رفتار مغناطیسی در ابعاد نانومتری و ماکرومتری عمدتاً از حرکت انتقالی متقارن در نمونه‌های نانومتری و حضور تعداد بسیار زیاد اتم در سطح یا در بین سطوح ذرات ناشی می‌شود.

## کاربرد نانوذرات مغناطیسی
نانوذرات مغناطیسی در زمین‌شناسی، ضبط مغناطیسی، کاربرد پزشکی، فرو سیال‌ها (محلولی مغناطیسی که در حضور میدان مغناطیده می‌شود) که در بلندگوها استفاده می‌شود، روش هایپرترمی مغناطیسی که روشی درمانی برای سرطان است که با تولید گرما در موضع موجب از بین رفتن تومور می‌شود کاربرد دارد. نانوذرات مغناطیسی درسنگ‌ها و خاک‌های زیادی هستند که چیدمان گشتاور مغناطیسی آن‌ها امکان مطالعهٔ سن آن‌ها و چرخش مغناطیسی زمین را فراهم می‌کند.
حافظه‌های مغناطیسی در مقیاس نانومتری می‌تواند نوشته و خوانده شود و اینها دیگر اهداف تحقیقات تأیید شده‌ است مثل برنامه SPINTRONIC (علم حرکت اسپین الکترون‌ها و خواص مغناطیسی آنها). نانوذرات مغناطیسی به خوبی یک حافظهٔ زیاد و متمرکز با حداقل عملکرد انرژی استفاده می‌شود. نانو ذرات اغلب از جنس مگنتیت‌ها در موجودات زنده نیز یافت می‌شود و موفق‌ترین کاربرد نانومغناطیس ضبط مغناطیسی است. بطور کلی، رفتار مغناطیسی نانو ذرات به شدت به ابعاد آن‌ها وابسته است. برای مثال نظم مغناطیسی برای ذرات کوچک گرایش به ایجاد تک حوزه و در ذرات بزرگتر از قطر بحرانی به صورت چند حوزه است که همراه با تغییر قابل ملاحظه در رفتار مغناطیسی ذرات است.
اندازه بحرانی حوزه‌های مغناطیسی به بیشترین اندازه یک ذره فرو مغناطیس اطلاق می‌شود که در مقادیر بزرگتر از آن به لحاظ انرژی تجزیه حوزه مغناطیسی به دو یا چند حوزه مناسب تر خواهد بودکه تعداد آن‌ها در موارد مختلف متفاوت است. اگر ذرات مغناطیسی تک حوزه دارای حجمی برابر با حجم بحرانی مخصوص باشد ذرات به صورت سوپر پارا مغناطیس رفتار خواهند کرد یعنی این ذرات ممان مغناطیسی (گشتاور مغناطیسی) بیشتری نسبت به اتم منفرد ذرات پارا مغناطیس دارند. ذرات با حجم بزرگتر از حجم بحرانی مخصوص اما به صورت تک حوزه جهت مغناطش ساکن دارند که توسط مدل استونروولفارت توصیف می‌شود و در آن ممان‌های اتمی منفرد به واسطه واکنش با میدان مغناطیسی همسان چرخش می‌کنند. بزرگترین ذرات هنگام چرخش به صورت چند حوزه هستند و مغناطش آن‌ها با ایجاد نظم مجدد در ساختار حوزه مغناطیسی تغییر می‌کند.

## مغناطیس فیلم‌های نازک و چندلایه‌ها
فیلم‌های نازک مغناطیسی که در واقع لایه‌ای از مواد مغناطیسی است بیشترین سیستم‌های مغناطیسی مطالعه شده هستند که خواص نانومغناطیسی را از خود نشان می‌دهند. کاربرد اصلی نانومغناطیس که به ضبط‌کنندگی مغناطیسی نامگذاری می‌شود به خواندن و نوشتن توسط هدهای تولید شده از چند لایه‌های نانو مقیاس ذخیره‌کننده اطلاعات در هارد دیسک و واسط‌های انعطاف‌پذیری که با لایه‌های نازک مغناطیسی پوشش شده‌است مربوط می‌گردد. ورژن تک بعدی نانو ذرات مغناطیسی که درستی امیدها در برنامه‌های آنسوی حقیقت را در آینده نزدیک اثبات می‌کند یکی از امیدوار کننده‌ترین برنامه‌های درمان سرطان با استفاده از مغناطیس تأثیر پذیرفته از نانو ذرات است که هر یک با پوشش‌های به گزین شده زیست شیمی یا با حرارت دادن نقش بازی می‌کنند.

## مغناطیس نانو دیسک‌ها، نانو حلقه‌ها و نانو سیم‌ها
در بررسی مختصری از خواص مغناطیسی با ارزش در اجسام مغناطیسی با بعد کم، مانند نانو دیسک‌ها، نانو حلقه‌ها و نانو سیم‌ها مشخص می‌شود که این سیستم‌های نانوسکپی به دلیل استعداد بالقوه آن‌ها در ذخیره‌سازی اطلاعات با چگالی بالا همچون نانو دیسک‌ها و نانو حلقه‌ها به عنوان اجزای سیستم‌های ضبط مغناطیسی طرح دار شده با بیت آینده روشنی دارند ونانو سیم‌ها از میان سایر کاربردها اطلاعات را از طریق حرکت دیوارهای حوزه مغناطیسی ذخیره و پردازش می‌کنند.
علاوه بر سیستم‌های نانوسکپی و مزوسکپی که ممکن است به تقریب به صورت دو بعدی که دارای دو بعد آزاد و یک بعد در مقیاس نانو می‌باشند وجنس و ضخامت آن‌ها ازعوامل تأثیرگذار در خواص آن‌ها است (مانند فیلم‌های نازک) یا سیستم‌های شبه صفر بعدی (مانند نانو ذرات) دسته‌بندی شوند، خواص مغناطیسی سایر ساختارهای ساخته شده در مقیاس مشابه نیز بررسی شده‌است.
نمونه‌های نانو دیسک‌ها و نانو حلقه‌ها اغلب نازک هستند و از یک فیلم نازک از ماده مغناطیسی ایجاد شده‌اند که روی یک زیر لایه غیرمغناطیسی لایه نشانی شده‌است. نانو سیم‌ها امکان دارد به همین طریق ساخته شوند اما اغلب نانو سیم‌ها از شابلون‌هایی با منفذها یا کانال‌هایی باریک تهیه می‌شوند.
از بعضی جنبه‌ها مغناطیس این اجسام با مغناطیس نانو ذرات قیاس پذیر است بنابراین بسیاری از آنچه که برای نانو ذرات قابلیت کاربرد دارد برای نانو دیسک‌ها، نانو حلقه‌ها و نانو سیم‌ها نیز اعتبار خواهد داشت. از منظر دیگر دلیل اینکه چرا برخی نتایج که برای فیلم‌های نازک گسترده معتبر هستند همچنان در مطالعه دیسک‌ها و حلقه‌های نانوسکپی به کار می‌آیند با این واقعیت توجیه می‌شد که دیسک‌ها و حلقه‌های نانوسکپی مورد نظر به‌طور تقریبی دو بعدی هستند. نانو حلقه‌ها برتری‌هایی نسبت به نانو دیسک‌ها در استفاده به عنوان ضبط‌کننده‌های مغناطیسی از خود نشان می‌دهند. از این حلقه‌ها می‌توان به عنوان میکروسنسورها در شناسایی نانو ذرات مغناطیسی استفاده کرد اگر دیسک‌ها و حلقه‌ها در حالت حلقوی برای ضبط بیت‌های مغناطیسی استفاده شوند مزایایی خواهند داشت و در این حالت برهم کنش‌ها بین عناصر همسایه به دلیل میدان‌های مغناطیسی سرگردان کوچک به کمترین مقدار خود می‌رسد.

## ضبط مغناطیسی
ذخیره‌سازی مغناطیسی با وجود اینکه در سطح بالایی تعالی یافته بر قوانین ساده‌ای بنا شده‌است. ادامه تکامل این فناوری برای ذخیره اطلاعات با محدودیت‌هایی مواجه شد که سبب ایجاد راه حل‌های دیگر مغناطیسی و غیر مغناطیسی تا حد انفجار اطلاعات گردید. برخی از این راه حل‌های مغناطیسی شامل کدگذاری اطلاعات روی یک رشته حوزه مغناطیسی در نانو سیم‌های مغناطیسی یا در حالت مغناطش نانو دیسک و نانو حلقه‌های مغناطیسی است.
ضبط‌های دیجیتال یعنی سیستم کدگذاری که در آن اطلاعات به صورت ترتیبی از ارقام دوتایی بیت‌ها ضبط می‌شود روشی است که در ذخیره‌سازی اطلاعات در هارد دیسک و حافظه‌های مغناطیسی تصادفی رایانه استفاده می‌شود.
مبنای ذخیره‌سازی اطلاعات مغناطیسی آن است که در یک هندسه به‌طور قطعی دو بعدی حجم‌های کوچک مواد مغناطیسی مغناطیده می‌شوند و نواحی نظم یافته به ارقام دوتایی (که باصفر و یک نمایش داده می‌شود) مربوط می‌شود.
مواد مغناطیسی که تاکنون در ضبط مغناطیسی هارد دیسک‌ها استفاده می‌شود شکلی از یک فیلم نازک پلی کریستال هستند که اغلب از آلیاژ CoCr ساخته می‌شوند. مغناطش شاید در سطح فیلم یا عمود بر آن قرارگیرد به این ترتیب دو فناوری ضبط متفاوت یعنی ضبط طولی و عمودی تعریف می‌شود. در یک هارد دیسک اطلاعات از طریق یک هد ضبط روی محیط مغناطیسی ضبط می‌شود. این هد از پیچه‌ای تشکیل شده که به دور یک هسته مغناطیسی نرم پیچیده شده‌است. در شکاف این هسته میدان مغناطیسی تولید و مغناطش به محیط القا می‌کند که محیط در دو جهت مخالف به حسب جهت جریان هد نوشتن مغناطیده شود. دو بخش که به توالی مغناطیده می‌شوند یک سلول بیت را می‌سازند سلول‌های که تغییری در جهت مغناطش خود دارند با «۱» کدگذاری شوند وسلول‌هایی که تغییر نکرده‌اند با «۰» متناظر هستند.

## کاربرد نانوذرات مغناطیسی در زمینهٔ علوم و صنایع غذایی
امروزه نانو ذرات مغناطیسی به دلیل ویژگی‌هایی مانند سطح ویژه بزرگ و جداسازی ساده با میدان مغناطیسی خارجی کاربردهای متنوعی یافته‌اند. در مواد غذایی می‌توان از نانو ذرات مغناطیسی برای تثبیت آنزیم‌ها، خالص‌سازی پروتیین‌ها و آنالیز ترکیب‌های مربوطه بهره برد.
به‌طور خلاصه عموماً نانو ذرات مغناطیسی حاوی عناصر مغناطیسی مانند آهن، کبالت، نیکل و ترکیبات شیمیایی آن‌ها هستند. در خصوص کاربرد نانو ذرات مغناطیسی در مواد غذایی بررسی جنبه ایمنی یا سمیت این ذرات از اهمیت بالایی برخوردار است؛ از این رو در بین انواع نانو ذرات مغناطیسی نانو ذرات اکسید آهن به ویژه نانو ذرات سوپر پارامغناطیس Fe3O4 بیشترین کاربرد را در زمینه مواد غذایی داشته‌اند که به دلیل عدم سمیت انطباق‌پذیری زیستی خوبی دارند.

### تثبیت آنزیم‌ها
پژوهش‌ها نشان داده‌اند که نانو ذرات مغناطیسی می‌توانند جایگزین بسیار مناسبی برای سیسیتم‌های آلی و معدنی در تثبیت آنزیم‌ها باشند از مزایای این جایگزینی می‌توان به
1. امکان جمع‌آوری ساده، سریع و کم هزینه آنزیم از بافت پیچیده با استفاده از یک میدان مغناطیسی خارجی
2. ظرفیت بالای بارگذاری آنزیم به دلیل سطح ویژه بزرگ
3. نداشتن محدودیت نفوذ در محلول‌ها

اشاره کرد.

### خالص‌سازی پروتیین
با توجه به نقش مهم پروتیین در زندگی انسان خالص‌سازی آن در علم پزشکی از اهمیت زیادی برخوردار است. از آنجایی که روش‌های دیگر مشکلات فراوانی دارد اگر از نانو ذرات مغناطیسی در آن استفاده شود مزایایی همچون سریع بودن، قابلیت کاربرد در مقیاس بالا، اتوماسیون ساده و استفاده مستقیم برای حذف ترکیبات مورد نظر را خواهد داشت. در یکسری از روش‌های الکترو شیمیایی، نانو ذرات مغناطیسی زمانی که به عنوان اصلاح گر الکترود به کار برده می‌شوند به دلیل ظرفیت بالای انتقال بار می‌توانند انتقال الکترون بین آنالیت و الکترود را به صورت معنی داری افزایش دهند. همچنین از نانو ذرات مغناطیسی در آنالیز مواد غذایی برای اطمینان از ایمنی وکیفیت مواد غذایی استفاده می‌شود.

## مقایسه انواع نانو ذرات مغناطیسی

### اکسیدها
هیدروکسید آهن وقتی ذرات هیدراکسید آهن کمتر از ۱۲۸ نانومتر می‌شوند به ذرات سوپرپارامغناطیس تبدیل می‌شوند که از خود نظمی ندارند. گشتاور مغناطیسی نانو ذرات هیدراکسید آهن می‌تواند با استفاده از دسته‌هایی از تعدادی نانو ذرات سوپرپارامغناطیسی کنترل شده به مقدار زیاد افزایش یابد.

### هیدراکسیدهای آهن با پوسته
سطح نانو ذرات مغناطیسی ساکن بوده و معمولاً پیوند قوی با اشتراک الکترون ندارند هرچند رفتار نانو ذرات مغناطیسی با لایه‌ای از SiO2 بر روی سطح آن بهبود می‌یابد.
گروه‌های نانو ذرات هیدراکسید آهن با توزیع در اندازه باریک که شامل نانو ذرات اکسید سوپر پارامغناطیس می‌شوند و با پوسته سیلسیم اکسید پوشانده شده‌اند ویژگی‌های متعددی نسبت به نانوذرات فلزی دارند از جمله:
1. استحکام شیمیایی بالاتر
2. توزیع در اندازه باریک
3. استحکام کلوییدی بالاتر (از آنجایی که آن‌ها از نظر مغناطیسی متراکم نیستند)
4. گشتاور مغناطیسی می‌تواند با اندازه دسته نانو ذرات مغناطیسی وفق پیدا کند.
5. ویژگی‌های سوپر پارامغناطیسی ادامه دارد (به اندازه دسته نانو ذرات مغناطیسی بستگی دارد)
6. سطح سیلیسیم اکسید عملکرد اشتراک جفت الکترون‌ها را آسان‌تر می‌کند

### فلزها
نانو ذرات فلزی به خاطر گشتاور مغناطیسی زیادشان برای برنامه‌های زیست پزشکی مفید می‌باشند و به همین خاطر برای گشتاورهای یکسان نانو ذرات فلزی می‌توانند کوچکتر از اکسیدشان ساخته شوند و مشکل بزرگی دارند که آن آتشزا و فعال بودن آن‌ها در دماهای مختلف است.

## برنامه‌ها
از آنجا که تولید نانو ذرات مغناطیسی گران است معمولاً بازیافت شده ویا برای برنامه‌های ویژه استفاده می‌شوند. پتانسیل و مهارت شیمی مغناطیسی برخاسته از جداسازی سریع و آسان نانو ذرات مغناطیسی است.

### تشخیص ودرمان هدفمند بیماری‌ها
سیستم‌های دارورسانی بر پایه فناوری نانو به سبب افزایش مدت زمان حضور دارو در جریان خون، کاهش سمیت و افزایش نیمه عمر دارو موجب بهبود چشم گیر در درمان‌های دارویی شده‌اند. این ویژگی‌ها از انتقال هدفمند دارو میسر می‌شود که در این بین نقش نانوذرات مغناطیسی (MNP) به عنوان حامل‌های دارورسانی به خاطر داشتن ویژگی‌های منحصر به فرد علاوه بر ویژگی‌های معمول در سایر نانو مواد پررنگ تر است.
MNPها با تکیه بر فناوری نانو محدوده گسترده‌ای از کاربردهای تشخیصی و درمانی در بیماری‌هایی از جمله سرطان، بیماری‌های قلبی و عصبی را تسهیل کرده‌اند.

### پزشکی
از کاربردهای نانوذرات مغناطیسی در پزشکی می‌توان به موارد زیر اشاره کرد:
1. انتقال هدفمند ترکیب مورد نظر از جمله ژن دارو، سلول بنیادی، پروتئین و آنتی‌بادی به بافت و سلول هدف
2. تصویربرداری بر پایه رزونانس مغناطیسی
3. درمان سرطان بر روش گرمادرمانی
4. جداسازی سلول‌ها و ماکرومولکول‌ها و تخلیص سلولی
5. کاربرد در زیست حسگرها
6. امکان ردیابی ذرات در شرایط برون تن و درون تن از طریق تصویربرداری تشدید مغناطیسی(MRI)

پوشاندن سطح MNP با مولکول‌های آلی و غیر آلی موجب افزایش نیمه عمر با به تعویق انداختن پاکسازی می‌شود سامانه شبکه پوششی داخلی در کبد، طحال و مغز استخوان فعال است و بسته به اندازه ذرات منجر به پاکسازی آن‌ها می‌شود.
نانو ذرات مغناطیسی بدون پوشش به سرعت توسط سلول‌های فاگوستی حذف می‌شوند پوشش دادن، خاصیت آب گریزی سطح بار سطحی و PH این ذرات را تحت تأثیر قرار می‌دهد و به این وسیله پاکسازی ذرات را به تعویق می‌اندازد.

### دارورسانی هدایت شده
دارورسانی هدایت شدهٔ biophan موجب تغییرات قابل ملاحظه‌ای در ارتقا کارایی دارو و کاهش عوارض جانبی سمی می‌شود. biophan حامل‌های نانو مغناطیسی است که به دارو متصل شده ودقیقا در محل هدف دارو را آزاد کرده و باعث فعال شدن آن فقط در این منطقه می‌شوند. بدین ترتیب غلظت بالایی از دارو در محل و غلظت کمی در حالت عمومی خواهیم داشت که باعث ارتقا سطح ایمنی دارو، کاهش عوارض جانبی سمی و دسترسی به دارورسانی با دوز بالینی فراتر از آنچه که اکنون امکان‌پذیر است می‌شود.
نانو ذرات مغناطیسی برای استفاده در درمان سرطان استفاده شده که به هایپرترمی مغناطیسی معروف است که در آن از روش مغناطیسی تناوبی AMF برای گرما دادن به نانوذرات مغناطیسی استفاده می‌شود برای دادن گرمای کافی به نانو ذرات مغناطیسی AFMباید فرکانس بین ۱۰۰ تا ۵۰۰هرتز داشته باشد.
فاکتور رشدی که رشد سلول را برانگیخته می‌کند (EGF) همچون اسید فولیک، لکتین‌ها می‌توانند به سطح نانوذرات مغناطیسی بچسبند. این استراتژی در تحقیقات سرطان به منظور درمان تومورها در تلفیق از هایپرترمی مغناطیسی استفاده می‌شود.
در یک پژوهش بزرگ هدایت‌شده از نانوذرات گسیل‌شده به تومورها نتیجه‌گیری شده‌است که میانگین تعداد داروی تزریق‌شده که به تومور جامد می‌رسد، تنها ۰/۷٪ است.
نانوذرات مغناطیسی یک ویژگی آشنا دارند که می‌توانند در مکان‌هایی که می‌خواهند جمع شوند پتانسیل درمانی دیگر سرطان که شامل متصل کردن نانوذرات مغناطیسی به سلول‌های سرطانی شناور می‌شود به آن‌ها اجازه می‌دهند که گرفته شده و از بدن خارج شوند.
این معالجه در آزمایشگاه بر روی موش تست شده‌است و برای مطالعات حیاتی بررسی خواهد شد.